# 普平
普平是奥地利上奥地利州埃弗丁县的一个市镇。总面积13.2平方公里，总人口1918人，人口密度145.3人/平方公里（2005年）。